# Hyposmocoma empedota
Hyposmocoma empedota là một loài bướm đêm thuộc họ Cosmopterigidae. Nó là loài đặc hữu của Oahu. Loài địa phương ở núi Koolau behind Honolulu.
Ấu trùng có lẽ ăn các loài địa ia trên lưng của Acacia koa, Manihot glaziovii, Prosopis và các loại cây khác. Ấu trùng tạo kén.